# 池賴廣
池賴廣（日语：／ Ike Yoshihiro，1963年8月25日—），日本男性作曲家、編曲家、貝斯手。出身於神奈川縣。主要從事電視劇、動畫的伴奏音樂工作。
雖然網路上有等拼字錯誤，但他的姓氏是「池」。另外，根據作品的不同，可能會使用（將漢字轉化成平假名）這個名字。

## 簡歷
- 1987年：作為旨在融合視頻和音樂的樂隊「AIKE BAND」的成員，在NEC Avenue（日语：NECアベニュー）首次亮相。
- 1988年：在「AIKE BAND」蒙特勒爵士音樂節上演出。在洛杉磯擔任貝斯手參與大衛·T·沃克（英语：David T. Walker）的個人專輯《Ahimsa》。
- 1989年：主要在洛杉磯擴大活動範圍，作為編曲、貝斯手參與頂級音樂家的錄音。
- 2001年：以《血戰：最後的吸血鬼》榮獲第4屆日本新媒體動漫藝術節動畫部門大獎[1]、第55屆每日電影獎大藤信郎（日语：大藤信郎）獎。
- 2005年：負責日本電視台人氣電視劇《女王的教室》的音樂。
- 2006年：以《神樣中學生》榮獲第9屆日本新媒體動漫藝術節動畫部門優秀獎[2][3]。
- 2007年：發行精選專輯《Ike Yoshihiro The BEST -20th Anniversary Selection-》紀念出道20週年。
- 2007年：以廣告片《ASIENCE 頭髮是女人的生命》榮獲倫敦國際獎（英语：London International Awards）電視／百老匯部門金獎。
- 2008年：在東京國際戲劇節2008頒獎典禮上，以《手機搜查官7》獲得兒童及青少年部門獎[4]。
- 2012年：以《泡吧偵探（日语：探偵はBARにいる）》獲得第35屆日本電影學院獎優秀音樂獎[5]。
- 2023年：以《霸權動畫！》獲得第46屆日本電影學院獎優秀音樂獎。

## 主要作品

### 電視劇
- 相棒—全季
- RING ～是事故！還是橫死！被剝奪四條生命的少女們的怨念～（日语：リング (鈴木光司の小説)#テレビドラマ）（1995年）
- 幻想MIDNIGHT（日语：幻想ミッドナイト）（1997年）
- 京都迷宮案內（日语：京都迷宮案内）（1999年—2003年）
  - 新·京都迷宮案內（2003年—）
- 舞姬神探（日语：舞妓さんは名探偵!）（1999年）
- 鄰人偷笑的秘密（日语：隣人は秘かに笑う）（1999年）
- G-SAVIOUR（僅負責1首，2000年）
- 離天國最近的男人（日语：天国に一番近い男）（2001年、教師篇，與仲西匡（日语：仲西匡）共同擔任）
- 老爹偵探（日语：オヤジ探偵）（2001年、2002年）
- 有異議！女律師大岡法江（日语：異議あり!女弁護士大岡法江）（2004年）
- 喪家犬的吶喊（2004年）
- 最重要的人是誰？（日语：一番大切な人は誰ですか?）（2004年）
- 最後的禮物 跟女兒共同生活的最後一個夏天（日语：ラストプレゼント 娘と生きる最後の夏）（2004年）
- 背著黑色皮包的女人（日语：黒いバッグの女）（2005年）
- 女王的教室（2005年）
- 改造野豬妹（2005年）
- 辣妹掌門人（2006年）
- 唯一的愛（2006年）
- 演歌的女王（日语：演歌の女王）（2007年）
- 考試之神（2007年）
- 還以為要死了（日语：死ぬかと思った）（2007年）
- 齊藤太太（2008年）
  - 齊藤太太2（2013年）
- （2008年）
- 手機搜查官7（2008年）
- 怪胎刑警（日语：ゴンゾウ 伝説の刑事）（2008年）
- OL日本（2008年）
- 離島晴空（日语：本日も晴れ。異状なし）（2009年）
- 天生妙手（2009年）
- MW 第0章 ～惡魔的遊戲～（2009年）
- NHK特集『發掘埃及』（2009年）
- 喜多川歌（2009年）
  - 喜多川歌2（2012年）
  - 喜多川歌3（2013年)
- 婦產科的女醫生（2009年）
- 浪漫之謎 古代埃及（2009年）
- 不屈的女人（2010年）
- 853刑事加茂伸之介（日语：853〜刑事・加茂伸之介）（2010年）
- GOLD（2010年，與千住明共同擔任）
- 美麗鄰人（2011年）
- 復胖男女（2011年）
- 青年怪醫黑傑克（2011年）
- 幸福的黃手绢 (日本電視台版)（2011年）
- QP（日语：QP (漫画)#テレビドラマ）（2011年）
- 家政婦三田（2011年）
- O-PARTS（日语：O-PARTS〜オーパーツ〜）（2012年）
- Blackboard ～與時代戰鬥的教師們～（日语：ブラックボード〜時代と戦った教師たち〜）（2012年）
- 都市傳說之女（2012年）
  - 都市傳說之女2（2013年）
- 埃及艷后般的女人們（2012年）
- 沙希（2013年）
- 信長的主廚 part1（2013年）
  - 信長的主廚 part2（2014年）
- 最遠的銀河（2013年）
- 水木茂的怪怪怪的怪談（日语：水木しげるのゲゲゲの怪談）（2013年）
- 東京猩紅 ～警視廳NS係（2014年）
- 時間螺旋（日语：解ける螺旋）（2014年）
- 某某妻（2015年）
- 設計嬰兒 -速水警官產假前的疑難案件-（日语：デザイナーベイビー (小説)#テレビドラマ）（2015年）
- 澄和蓳 年輕了45歲的女人（2016年）
- 穿越時空的少女（2016年）
- 全力失蹤（日语：全力失踪）（2017年）
  - 大全力失蹤（2019年）
- 爸爸和小夏的便當（日语：パパとなっちゃんのお弁当）（2023年）

### 電視節目
- （2000年）
- B.C. Beauty Colosseum（日语：B.C.ビューティー・コロシアム）（2001年）

### 動畫
- Sci-Fi HARRY（日语：Sci-Fi HARRY）（2000年）
- （2000年）
- 音速小子X（2003年）
- SD鋼彈FORCE（2004年）
- OVAL×OVER（2005年）
- 神樣中學生（2005年）
- 漫畫派對Revolution（2005年）
- 死亡代理人（2006年）
- FLAG（2006年）
- 新勇者萊汀（日语：REIDEEN）（2007年）
- 意外（2007年）
- 超能力少女 蘭（2008年）[6]
- 世界毀滅 ～毀滅世界的六人～（2008年）
- COBRA THE ANIMATION（2010年）
- TIGER & BUNNY（2011年）[7]
  - TIGER & BUNNY 2（2022年）
- 黑子的籃球 (第2期)（2013年）
  - 黑子的籃球 (第3期)（2015年）
- Super Seisyun Brothers -超青春姊弟s-（2013年）※名義。
- 巴哈姆特之怒 GENESIS（2014年）
  - 巴哈姆特之怒 VIRGIN SOUL（2017年）
- DAYS（2016年）
- 啟航吧！編舟計畫（2016年）
- ROBOMASTERS THE ANIMATED SERIES（2017年）
- 犬屋敷（2017年）
- B：彼之初（2018年）
- 多羅羅 (2019年版)（2019年）
- 獵獸神兵（2019年）
- 聖鬥士星矢：黃道十二宮戰士（2019年）
- 闇影詩章（2020年）[8]
  - 闇影詩章F（2022年）
- 大貴族（2020年）
- B：彼之初 繼承（2021年）
- 宿命回響 命運節拍（2021年）[9]
- 花園里的吸血鬼（2022年）[10]
- 秋葉原冥途戰爭（2022年）[11]
- 聖鬥士星矢：黃道十二宮戰士 戰鬥聖地（2023年）
- 戰隊大失格（2024年）[12]

### 電影
- 相棒 -劇場版- 絕體絕命！ 42.195km 東京Big City馬拉松（2008年）
  - 相棒系列 鑑識米澤守之事件簿（日语：鑑識・米沢の事件簿#映画）（2009年）
  - 相棒 -劇場版II- 占領警視廳！特命系最長的一夜（2010年）
  - 相棒系列 X DAY（日语：相棒シリーズ X DAY）（2013年）
  - 相棒 -劇場版III- 巨大密室！特命系 絕命孤島（日语：相棒 -劇場版III- 巨大密室! 特命係 絶海の孤島へ）（2014年）
  - 相棒 -劇場版IV- 首都危機 人質50萬人！特命系最後之決斷（日语：相棒 -劇場版IV- 首都クライシス 人質は50万人! 特命係 最後の決断）（2017年）
- 泡吧偵探（日语：探偵はBARにいる）（2011年）
  - 泡吧偵探2（日语：探偵はBARにいる#探偵はBARにいる2 ススキノ大交差点）（2013年）
  - 泡吧偵探3（日语：探偵はBARにいる#探偵はBARにいる3）（2017年）
- 新宿欲望偵探（1994年）
- 螺旋（1997年）
- 血戰：最後的吸血鬼（2000年）
- （2002年）
- 昭和歌謠大全集（日语：昭和歌謡大全集 (映画)）（2002年）
- 天咒（日语：ドラゴンヘッド#映画版）（2003年）
- DEAD LEAVES（日语：DEAD LEAVES）（2003年）
- 欲望（日语：欲望 (2005年の映画)）（2005年）
- （2005年）
- 只是愛著你（2006年）
- 最終兵器少女（2006年）
- XX 魔境傳說（日语：そのケータイはXXで#映画）（2007年）
- Speed Master（日语：スピードマスター (漫画)）（2007年）
- 謹告犯人（2007年）
- 秘密結社鷹之爪 THE MOVIE ～總統二次死裡逃生～（日语：秘密結社鷹の爪）（2007年） 鷹之爪團音樂隊 隊長
- 秘密潛入搜査官 Honey&Bunny（日语：秘密潜入捜査官 ハニー&バニー）（2007年）
- KIDS（日语：KIDS (2008年の映画)）（2008年）
- 秘密潛入搜査官 WILD CATS in Strip Royale（日语：秘密潜入捜査官 ワイルドキャッツ in ストリップ ロワイアル）（2008年）
- 等待幸福（2009年）
- MW（2009年）
- 我的初戀情人（2009年）
- 斑馬人 -斑馬城的逆襲-（日语：ゼブラーマン -ゼブラシティの逆襲-）（2010年）
- 歡迎來到宇宙秀（2010年）
- 天國之吻（2011年）
- 忍者亂太郎（日语：忍たま乱太郎 (2011年の映画)）（2011年）
- HOME 親愛的座敷童子（日语：愛しの座敷わらし#映画）（2012年）
- 劇場版 TIGER & BUNNY -The Beginning-（2012年）
  - 劇場版 TIGER & BUNNY -The Rising-（2014年）
- 阿修羅（2012年）
- 少年（日语：少年H#映画）（2013年）
- 純淨柔軟的心（2013年）
- 全都是因為與你相遇（日语：すべては君に逢えたから）（2013年）
- 聖鬥士星矢 Legend of Sanctuary（2014年）
- （2014年）
- 小野寺姐弟（日语：小野寺の弟・小野寺の姉）（2014年）
- 屍者的帝國（2015年）[13]
- 和諧（2015年）[14]
- 遊☆戲☆王：次元的黑暗面（2016年）
- Scanner 讀取記憶碎片的男人（日语：スキャナー 記憶のカケラをよむ男）（2016年）
- GANTZ:O（2016年）
- CYBORG009 CALL OF JUSTICE（2016年）
- 虐殺器官（2017年）[15]
- 劇場版 黑子的籃球 LAST GAME（2017年）
- 霸權動畫！（2022年）
- 聖鬥士星矢 The Beginning (2023年)
- 沉默的艦隊（2023年）
- 室町無賴（日语：室町無頼#映画）（2025年）

### 原始視頻
- 鬥牌傳赤木（1995年）
  - 雀魔赤木（1997年）
- 真·女神轉生 東京默示錄（1995年）
- 特務戰隊Shinesman（日语：特務戦隊シャインズマン）（1996年）
- （1997年）
- 怪童丸（日语：怪童丸）（2001年）
- I'll/CKBC（日语：I'll）（2002年）
- 鴉 -KARAS-（2005年）
- SOS大東京探險隊2006（2006年）
- FREEDOM（2006年）
- 少女FIGHT（日语：少女ファイト）（2009年）
- COBRA THE ANIMATION『Psychogun』『Time Drive』（2010年）
- 裝甲騎兵波德姆茲 Case：IRVINE（2011年）

### 遊戲
- 三國志X（2004年）
  - 三國志11（2006年）
- DISASTER DAY OF CRISIS（日语：DISASTER DAY OF CRISIS）（2008年）
- TRINITY Zill O'll Zero（日语：トリニティ ジルオール ゼロ）（2010年）
- 闇影詩章（2016年）

### 其它
- 組曲『古墳』宮崎縣西都原考古博物館用音樂
- 電視廣告 丸井動畫（日语：丸井グループ） 「貓咪帶來的圓圓的幸福（日语：猫がくれたまぁるいしあわせ）」（2018年）[16]

### 編曲
- ANZA（日语：ANZA） 單曲CD「看不見的地圖」（1999年）

### 原聲音樂
- 螺旋（1997年）
- 鄰人偷笑的秘密（1999年）
- Sci-Fi HARRY（2000年）
- 最重要的人是誰？（2004年）
- SD鋼彈FORCE（2004年）
- 天咒（2004年）
- DEAD LEAVES（2004年）
- 漫畫派對（2005年）
- 神樣中學生（2005年）
- 女王的教室（2005年）
- 改造野豬妹 o.s.t 原創原聲音樂（2005年）
- 「唯一的愛」o.s.t（2006年）
- 女王的教室 special edition -the best selection of 池賴廣-（2006年）
- 最終兵器彼女（2006年）
- 考試之神（2007年）
- Ike Yoshihiro The BEST -20th Anniversary Selection-（2007年／2枚光碟，收錄40首歌曲）
- 相棒 劇場版 原創原聲音樂（2008年）
- 相棒season 8 原創原聲音樂（2009年）
- 相棒 原創原聲音樂 Deluxe（2009年）
- 相棒系列「鑑識米澤守之事件簿」原創原聲音樂（2009年）
- 相棒 劇場版II 原創原聲音樂（2010年）
- TIGER & BUNNY 原創原聲音樂（2011年）
- 相棒season 10 原創原聲音樂（2011年）
- 「相棒系列 X-DAY」原創原聲音樂（2013年）
- 相棒season11 原創原聲音樂（2013年）
- 電影「泡吧偵探2」 原創原聲音樂（2013年）
- 相棒 劇場版III 原創原聲音樂（2014年）
- 電視動畫 黑子的籃球 原創原聲音樂 Vol.3（2015年）
- 相棒season14 原創原聲音樂（2016年）
- Yoshihiro Ike Works 2006-2016（2016年）
- Sasja - sings Ike's - 池賴廣的世界（2016年）
- 劇場版『遊☆戲☆王 THE DARK SIDE OF DIMENSIONS』原聲音樂（2016年）
- 相棒 劇場版IV 原創原聲音樂（2017年）
- 相棒season15～18 原創原聲音樂（2020年）
- 宿命回響 原創原聲音樂（2022年）
- 動畫「TIGER & BUNNY 2」原創原聲音樂（2022年）

## 腳註

## 外部連結
- 池賴廣的X（前Twitter） （日語）